# Aristide Landi
Aristide Landi (Potenza, 1º gennaio 1994) è un cestista italiano.

## Biografia
È figlio di Edmondo Landi, ex cestista nativo di Potenza ed attivo nelle serie dilettantistiche, venuto a mancare nel 2007 all'età di 45 anni.

## Carriera

### Club
Tipica ala-centro, è un prodotto del settore giovanile della Virtus Bologna, con cui vince il titolo italiano Under-19 sia nel 2012 che nel 2013, venendo nominato MVP delle finali in entrambe le occasioni.
Con la maglia bianconera muove i primi passi nei campionati senior, avendo collezionato 8 presenze nella Serie A 2012-13 e 10 nella Serie A 2013-14. Nel febbraio 2014, a stagione in corso, scende nel campionato di Divisione Nazionale B con il prestito alla Fortitudo Bologna.
Dopo un anno in prestito a Mantova in Serie A2 Gold, Landi passa a titolo definitivo alla Pallacanestro Trieste, con cui firma fino al 30 giugno 2016. Con la casacca alabardata gioca nel campionato di A2 Est, disputando 24 partite e restando in campo mediamente per 20,4 minuti a partita con 8,5 punti di media all'attivo. Il 28 febbraio 2016, nel derby contro Treviso, accusa in una lesione al menisco che lo costringe ad un lungo stop. Al termine della stagione regolare, vista la qualificazione dei biancorossi per i play-off, torna in campo dopo il brutto infortunio, giocando 15,1 minuti a partita e mettendo a referto 4,8 punti di media.
La sua carriera prosegue con un'altra squadra di Serie A2, la Virtus Roma, dove rimane per tre stagioni. Alla sua terza annata con la formazione capitolina, la squadra si classifica al primo posto nel girone ovest centrando così la promozione in Serie A. In quest'annata, Landi contribuisce con 12 punti e 7,9 rimbalzi in 28 minuti di utilizzo medio.
L'anno seguente Landi torna a calcare i parquet della massima serie, ma con i colori del Pistoia Basket 2000. Il suo apporto in questo caso è di 7,1 punti e 3,6 rimbalzi in 17,2 minuti a partita.
In vista della stagione 2020-2021 approda alla Pallacanestro Forlì 2.015, tornando dunque in Serie A2, categoria in cui milita anche nell'annata seguente tra le file del Basket Torino.
La stagione 2022-2023 lo vede nuovamente scendere in campo in Serie A, ingaggiato dal neopromosso Scafati Basket. A novembre rescinde con la società campana e firma con Rinascita Basket Rimini, squadra neopromossa in Serie A2. Chiude la regular season con 7,7 punti e 3,7 rimbalzi in 18,9 minuti di media. Nonostante il 40% da due e il 26% da tre, il suo 89,6% ai tiri liberi lo rende il miglior tiratore dalla lunetta di tutto il girone rosso.
Il 1 ottobre 2023 viene annunciato dall'Urania Milano militante nel girone verde di serie A2.

### Nazionale
Landi esordisce con l'Italia under 20 ai FIBA EuroBasket Under-20 2013 il 9 luglio di quell'anno, giorno in cui mette a segno 9 punti nella vittoria contro la Francia. Con gli azzurri, a fine torneo, si laurea campione d'Europa Under-20.

## Palmarès

### Nazionale
- Europei Under-20: 1

 Estonia 2013